# Belgische kwalificatie voor het wereldkampioenschap voetbal 1978
België nam van september 1976 tot november 1977 deel aan de kwalificatiecampagne voor het WK 1978 in Argentinië, maar wist zich niet te plaatsen voor het eindtoernooi. De Witte Duivels, die voor het eerst tijdens een kwalificatiecampagne geleid werden door bondscoach Guy Thys, werden in hun groep tweede met vijf punten achterstand op groepswinnaar Nederland.

## Kwalificatie

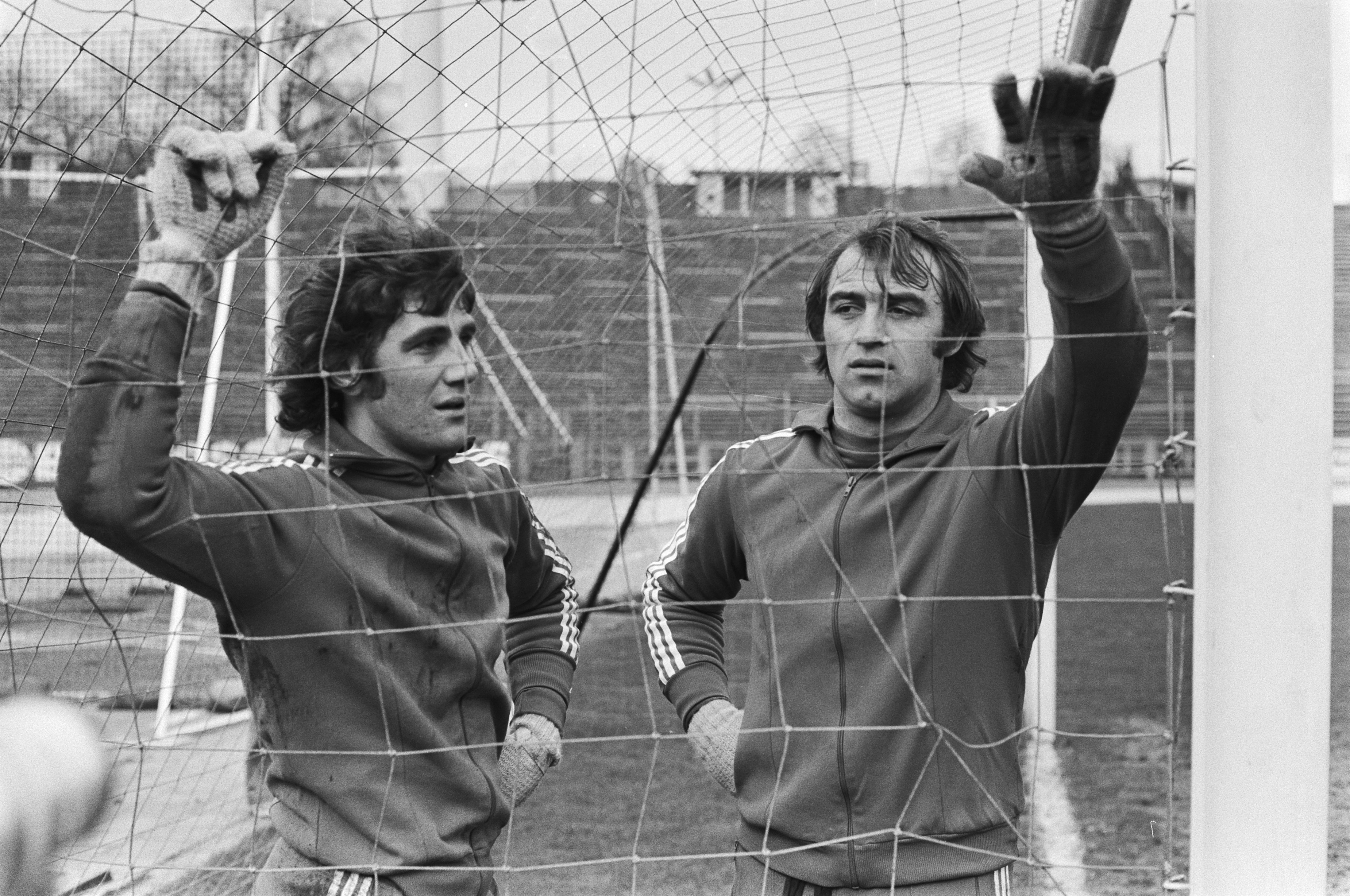
Doelmannen Jean-Marie Pfaff en Christian Piot speelden elk drie kwalificatiewedstrijden.

De kwalificatiecampagne voor het WK in Argentinië begon in september 1976 met een uitwedstrijd tegen IJsland. De Belgen wonnen het duel met het kleinste verschil na een laat doelpunt van François Van der Elst. Twee maanden later wonnen de Duivels in Luik met 2–0 van Noord-Ierland dankzij goals van Roger Van Gool en Raoul Lambert.
Op 26 maart 1977 volgde de eerste kwalificatiewedstrijd tegen toenmalig vicewereldkampioen Nederland, dat België een jaar eerder ook al had uitgeschakeld voor de eindronde van het EK 1976. Het duel werd gespeeld in het Bosuilstadion in Antwerpen en met 0–2 gewonnen door Oranje.
De Belgen wonnen nadien voor eigen supporters overtuigend van IJsland. Het werd 4–0 via treffers van Gilbert Van Binst, Maurice Martens, Paul Courant en Raoul Lambert. In oktober 1977 werd in Amsterdam het tweede duel tegen Nederland gespeeld. Oranje won opnieuw, ditmaal met het kleinste verschil na een vroeg doelpunt van René van de Kerkhof. Door de nederlaag kon België zich niet meer kwalificeren voor het wereldkampioenschap en was Nederland zeker van deelname. In de overbodig geworden laatste groepswedstrijd verloor het elftal van Thys met 3–0 van de Noord-Ieren.

### Kwalificatieduels
| 5 september 1976 | IJsland       | 0 – 1 | België        |
| 10 november 1976 | België        | 2 – 0 | Noord-Ierland |
| 26 maart 1977    | België        | 0 – 2 | Nederland     |
| 3 september 1977 | België        | 4 – 0 | IJsland       |
| 26 oktober 1977  | Nederland     | 1 – 0 | België        |
| 16 november 1977 | Noord-Ierland | 3 – 0 | België        |

### Stand groep 4
| Land          | Wed | W | G | V | DV | DT | Ptn |
| ------------- | --- | - | - | - | -- | -- | --- |
| Nederland     | 6   | 5 | 1 | 0 | 11 | 3  | 11  |
| België        | 6   | 3 | 0 | 3 | 7  | 6  | 6   |
| Noord-Ierland | 6   | 2 | 1 | 3 | 7  | 6  | 5   |
| IJsland       | 6   | 1 | 0 | 5 | 2  | 12 | 2   |

## Technische staf
|                 |                 |               |
| Functie         | Naam            | Nationaliteit |
| Bondscoach      | Guy Thys (foto) | België        |
| Assistent-coach | Julien Labeau   | België        |

## Uitrustingen
Sportmerk: adidas
| Thuis | Uit |

## Doelpuntenmakers
| Naam                  | Goals | GW |
| --------------------- | ----- | -- |
| Raoul Lambert         | 2     | 3  |
| François Van der Elst | 1     | 5  |
| Paul Courant          | 1     | 4  |
| Roger Van Gool        | 1     | 3  |
| Maurice Martens       | 1     | 2  |
| Gilbert Van Binst     | 1     | 1  |

KBVB · A-internationals · Selecties · Statistieken · Bondscoaches · Belgisch vrouwenelftal · Olympisch elftal · België U21 · België U20 · België U19 · België U18 · België U17 · België U16 · Vrouwen U19 · Vrouwen U17
Albanië ·
Algerije ·
Andorra ·
Argentinië ·
Armenië ·
Australië ·
Azerbeidzjan ·
Bosnië en Herzegovina · 
Brazilië ·
Bulgarije ·
Burkina Faso ·
Canada ·
Chili ·
Colombia ·
Costa Rica ·
Cyprus ·
DDR ·
Denemarken ·
Duitsland ·
Egypte ·
El Salvador ·
Engeland ·
Estland ·
Faeröer ·
Finland ·
Frankrijk ·
Gabon ·
Gibraltar ·
Griekenland ·
Hongarije ·
Ierland ·
IJsland ·
Irak ·
Israël ·
Italië ·
Ivoorkust ·
Japan ·
Joegoslavië ·
Kazachstan ·
Kroatië · 
Letland ·
Litouwen ·
Luxemburg ·
Malta ·
Marokko ·
Mexico ·
Montenegro · 
Nederland ·
Noord-Ierland ·
Noord-Macedonië ·
Noorwegen ·
Oekraïne ·
Oostenrijk ·
Panama · 
Paraguay ·
Peru ·
Polen ·
Portugal ·
Qatar ·
Roemenië ·
Rusland ·
San Marino ·
Saoedi-Arabië ·
Schotland ·
Servië ·
Servië en Montenegro ·
Slovenië ·
Slowakije ·
Sovjet-Unie ·
Spanje ·
Tsjechië ·
Tsjecho-Slowakije ·
Tunesië · 
Turkije · 
Uruguay · 
Verenigde Staten · 
Wales · 
Wit-Rusland ·
Zambia · 
Zuid-Korea · 
Zweden · 
Zwitserland
Algerije (2014) ·
Argentinië (2014) · 
Brazilië (2018) · 
Canada (2022) · 
Denemarken (2021) · 
Engeland (2018, 1) · 
Engeland (2018, 2) · 
Finland (2021) · 
Frankrijk (1904) ·
Frankrijk (2018) · 
Ierland (2016) · 
Italië (2016) · 
Italië (2021) · 
Japan (2018) · 
Kroatië (2022) · 
Marokko (2022) · 
Nederland (1985) · 
Panama (2018) ·
Polen (1982) · 
Portugal (2021) · 
Rusland (2014) · 
Rusland (2021) · 
Sovjet-Unie (1982) · 
Tunesië (2018) · 
Verenigde Staten (2014) ·
West-Duitsland (1980) · 
Zuid-Korea (2014)